# Elischer Gyula (orvos, 1875–1929)
Thurzóbányai Elischer Gyula (Budapest, 1875. február 28. – Budapest, 1929. december 16.) magyar röntgenológus, egyetemi tanár.

## Életpályája
1893-ban érettségizett Budapesten a Fasori Evangélikus Gimnáziumban. Orvosi pályája elején – 1901–1909 között – gyakornok volt a budapesti kórbonctani tanszéken, majd a belgyógyászaton. Hamburgban Albers-Schönberg mellett ismerkedett meg a röntgenológiával. 1909–1912 között a II. sz. Belklinika tanársegéde és a röntgenlaboratórium vezetője volt. 1911-től a budapesti belklinika röntgen-laboratóriumának vezetője volt. 1912-ben magántanár lett a klinikai radiológiából. 1914–1918 között hadiorvos volt. 1917-ben az Orvoskari Röntgenintézet vezetője lett Alexander Béla halálát követően. 1922-től a röntgenológia nyilvános rendes tanára Debrecenben. 1924–1925 között, valamint 1927–1928 között az orvosi kar dékánja volt.
Sugárzás okozta rákban hunyt el.
Jelentősek a vese, a szív röntgenvizsgálatára, különösen pedig a gyomornyálkahártya-reliefre vonatkozó kutatásai. A debreceni egyetemen Csiky József, Szontágh Félix, Neuber Ede, Belák Sándor, Hüttl Tivadar, Huzella Tivadar, Ormós Jenő, Verzár Frigyes, Benedek László, Loessl János és Kulin László voltak kollégái.
2015. november 19-én avatták fel Kövér József szobrász által alkotott mellszobrát Debrecenben, a Radiológiai Klinika előtt (Nagyerdei út 98).

## Családja
Szülei: Elischer Gyula (1846–1909) nőgyógyász és Thrór Vilma (1848–1923) voltak. Testvére, Elischer Vilmos (1877–1938) ügyvéd volt. 1904. december 17-én házasságot kötött Petschacher Ágotával. Egy fiuk született: Elischer Gyula (1918-2004).
Halálhíre szerint „1916-ban jobb kezének negyedik ujján röntgenrákot kapott, ez a rák később elhatalmasodott egész szervezetén.” 
Sírja a Fiumei úti sírkertben található (35-1-97).

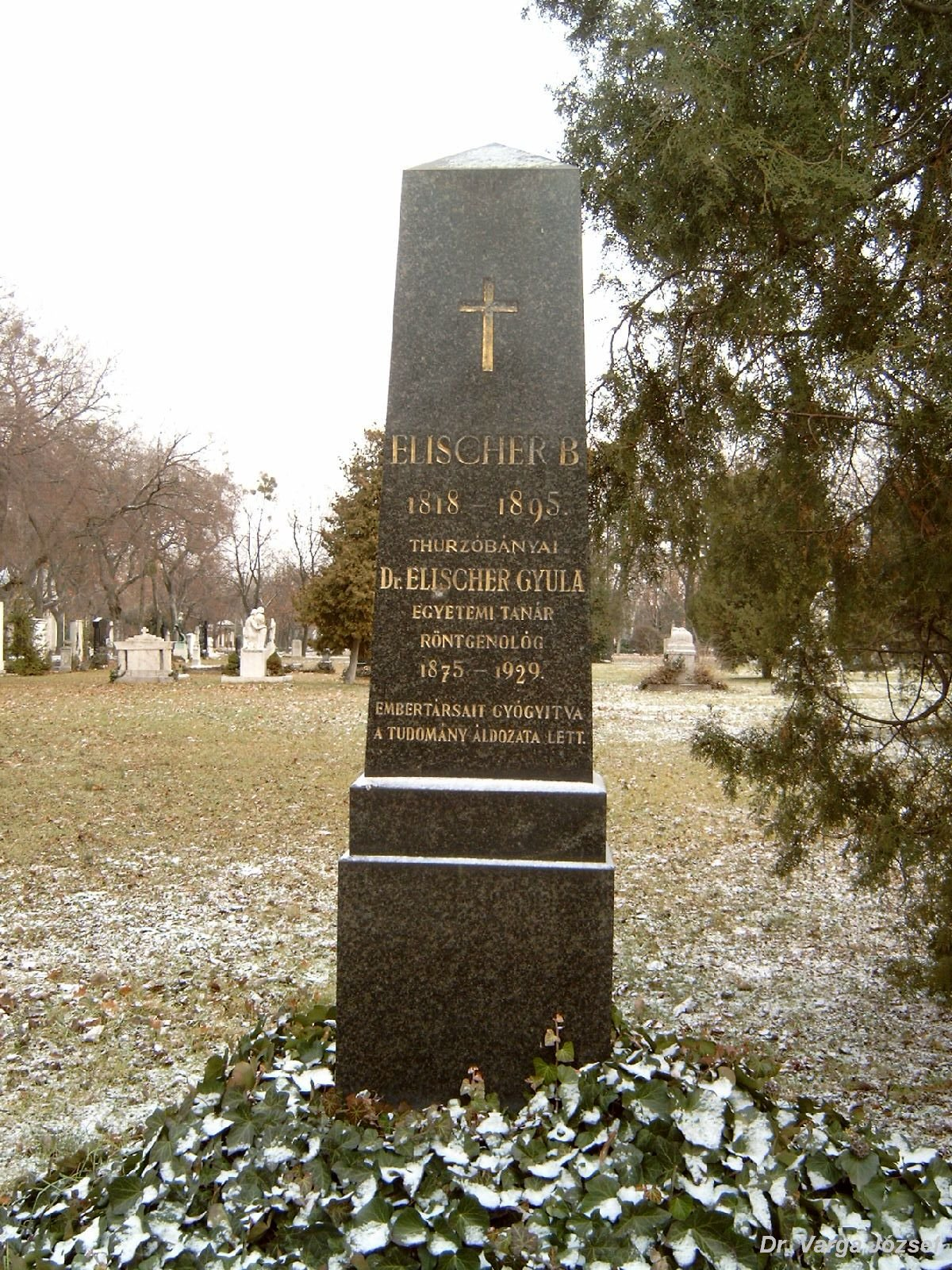
Elischer Gyula röntgenológus, egyetemi tanár sírja Budapesten. Kerepesi temető: 35-1-97.